# Selling My Soul
Selling My Soul es un sencillo de la banda británica Black Sabbath. Fue lanzado en el álbum de 1998 Reunion, y fue el segundo de los dos sencillos que se publicaron para el álbum, el otro siendo "Psycho Man". La canción fue escrita por Ozzy Osbourne y Tony Iommi, en el marco de la reunión de los músicos originales de Black Sabbath.

## Personal
- Ozzy Osbourne  voz
- Tony Iommi  guitarra
- Geezer Butler  bajo
- Bill Ward  batería
- Bob Marlette  productor